# Сагайдак Ілля Вадимович
Ілля Вадимович Сагайдак  — український політичний діяч, заступник голови Київської міської державної адміністрації з питань транспорту та підприємництва, депутат Київради від депутатської групи «Київська команда», член постійної комісії з питань транспорту та зв'язку, кандидат економічних наук.
Голова Святошинської РДА (2014—2016).

## Освіта

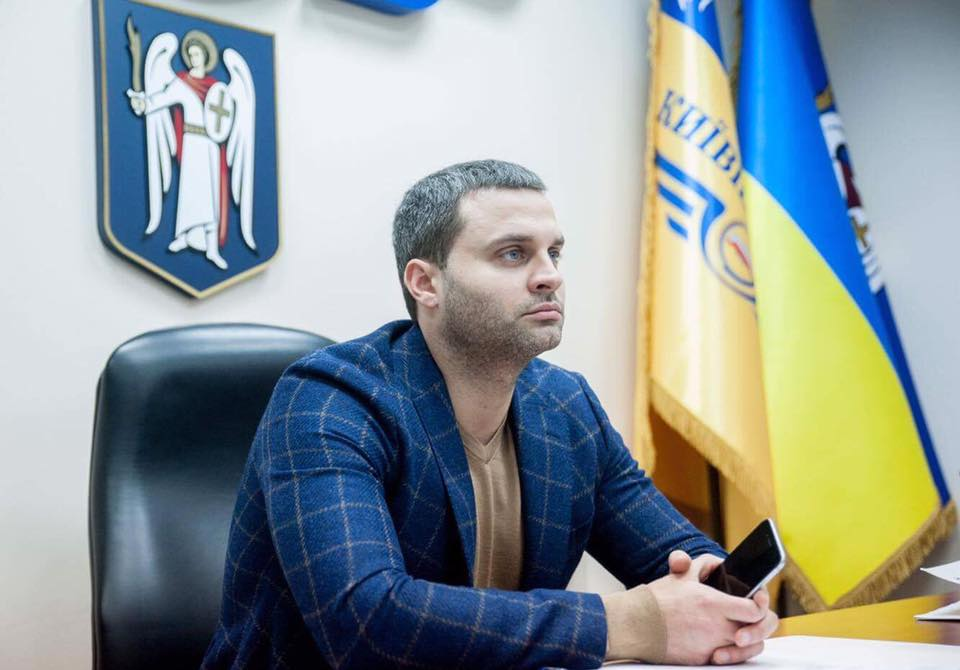
Сагайдак

- 2009 — році здобув вищу освіту в Київському національному університеті імені Т. Г. Шевченка за спеціальністю фінанси, магістр економічних наук.
- 2009–2013  — навчався в аспірантурі Київського національного університету імені Т. Г. Шевченка за спеціальністю гроші, фінанси і кредит. Кандидат економічних наук.
- 2012 — пройшов навчання у Гарвардській бізнес-школі в місті Бостон (США) на курсі стратегічного фінансового аналізу.
- 2017  — закінчив Національну академію державного управління при Президентові України.
- 2018 — INSEAD
- 2019 — Good Governance в The Aspen Institute Kyiv

## Трудова діяльність
- 2016 — у березні призначений заступником голови Київської міської державної адміністрації з питань здійснення самоврядних повноважень з питань транспорту та підприємництва.
- 2014–2016 — очолював Святошинську районну в місті Києві державну адміністрацію.
- 2014 — працював на посаді першого заступника голови Шевченківської районної державної адміністрації в Києві.
- 2013–2014 — помічник-консультант народного депутата України.
- 2011–2013 — директор компанії «Phoenix Capital» («Фенікс капітал»).
- 2010–2011 — фінансовий контролер у компанії «Nestle» («Нестле Україна»).

## Громадська робота і політична кар'єра
2015 рр. — депутат Київської міської ради VIII скликання від Київська команда (член постійної комісії з питань транспорту та зв'язку).
2018 рр. — телеведучий програми «Я ЦЕ ДИВЛЮСЬ» на телеканалі Espresso TV.

## Родина
Дружина — Ірина Сагайдак — старша донька колишнього голови НАК «Нафтогаз України» Олексія Івченка. Як випливає з офіційної декларації 2016 року Іллі Сагайдака, Ірині Сагайдак належать 29 квартир, 15 гаражів, 8 будинків, 6 земельних ділянок, а також кілька престижних автівок та мільйонів гривень.. У 2014 році у подружжя народилася донька Іванна.